# Куршаб (річка)
Куршаб (Куршап, Куршабдар'я, у верхній течії - Гульча) - річка в Киргизстані, ліва притока річки Карадар'я (басейн Сирдар'ї), впадає в Андижанське водосховище.
Річка, виток якої розташований на схилах Алайського хребта, має довжину 157 км. Площа басейну складає 3750 км. Куршаб протікає в глибокій долині, приймаючи на шляху багато приток. Середня витрата води у гирлі 24,6 м³/с. Найбільші значення витрати (58,6 м³/с) відзначаються у червні, найменші 10,9 (м³/с) — у лютому.
Живлення річки — снігово-льодовикове. У травні-червні проходять селеві паводки.
Влітку води Куршаба часто не сягають річки Карадарья, оскільки розбираються для зрошення. Для водозабору використовується бічне водозабірне спорудження ковшового типу, побудоване 1954 року.